# Євразійська корпорація природних ресурсів
Eurasian Resources Group (ERG) — міжнародна група компаній, одна з провідних у світі груп у сфері видобутку та переробки мінеральних ресурсів з інтегрованими, видобувними, переробними, енергетичними та логістичними підприємствами. Основна частина активів перебуває у Казахстані. Раніше була відома як Eurasian Natural Resources Corporation (ENRC), входила до списку FTSE 100, а її акції котирувалися на Лондонській (LSE) та Казахстанській (KASE) фондових біржах. У 2013 році корпорація з цих майданчиків пішла.
Eurasian Resources Group (ERG) викупила корпорацію ENRC і вивела її зі статусу публічної компанії, заснувавши для управління своїми казахстанськими активами ТОО «Євразійська група».

## Історія групи
Активи ENRC було придбано в середині 1990-х років у процесі приватизації у Казахстані. Перетворення активів в єдину групу компаній відбулося в 2006 році було створено холдингову компанію, зареєстровану — в Англії та Уельсі, а також спрощено структуру власності активів групи.
У грудні 2007 року ENRC провела первинне розміщення акцій на основному майданчику Лондонської фондової біржі, після чого в березні 2008 року вступила до індексу FTSE 100.
У грудні 2009 року диверсифікація групи продовжилася шляхом придбання Central African Mining and Exploration Company (CAMEC), гірничорудної компанії, що розвивається в Африці. Активи компанії включають мідь, кобальт, вугілля, боксити, платину та флюорити, а також логістику. Мідні та кобальтові активи CAMEC розташовані в Демократичній Республіці Конго (ДРК), а проекти розвитку — у Мозамбіку, Малі, Зімбабве та Південній Африці.
У лютому 2010 року ENRC придбала 90 % акцій Chambishi Metals PLC (Чамбіші), що переробляє підприємства в Замбії, а також 100 % акцій Comit Resources FZE, маркетингової та торгової компанії, розташованої в Дубаї, яка традиційно забезпечувала збут міді та кобальту виробництва компанії Chambishi. Угода була завершена у червні 2010 року. У серпні 2010 року Група ENRC придбала 50,5 % акцій компанії Camrose Resources Limited (Camrose). Активи компанії є ліцензією на розробку високоякісних родовищ міді та кобальту в ДРК.
У вересні 2010 року Група ENRC придбала 50 % акцій компанії Bahia Minerals BV і опціон на купівлю 100 % акцій компаній Block V Limited і Caera Minerals Limited, які спільно володіють компанією Greystone Mineracao do Brasil Limitada (Greystone), що має гірничодобутку родовища, розташованого поблизу проекту BMBV.
Деякі моменти історії освіти ENRC та її діяльності містяться у книзі «Весна Олігархів. Окупація».

## Активи ERG
ERG здійснює свою діяльність у Казахстані, Китаї, Росії, Бразилії та Африці (у Демократичній Республіці Конго, Замбії, Мозамбіку та Південно-Африканській Республіці).
ERG інтегрує шість основних підрозділів:
- Феросплавів
- Залізної руди
- Глинозему та алюмінію
- Енергетики
- Інших кольорових металів
- Логістики

Євразійська Група здійснює управління виробничими активами на території Республіки Казахстан та складаються з наступних підприємств:
- ТНК «Казхром»
- Соколівсько-Сарбайське гірничо-збагачувальне виробниче об'єднання (ССДПО)
- АТ «Алюміній Казахстану»
- Казахстанський електролізний завод
- ERG Service
  - Павлодарський машинобудівний завод
- Євроазійська енергетична корпорація (ЄЕК)
- ENRC Logistics
- АТ «Шубарколь комір».[10]

ERG є найбільшим у світі виробником ферохрому (за вмістом хрому), найбільшим у Казахстані підприємством з видобутку та переробки залізняку, одним з найбільших у світі експортерів залізняку і дев'ятим найбільшим виробником товарного глинозему за обсягом у світі.
ERG робить істотний внесок у розвиток ВВП Казахстану (на частку ERG у 2009 році припадало 3 % ВВП республіки). На 2020 рік у групі працює понад 85 000 осіб, з яких 65 000 — у Казахстані.